# Катастрофа A320 возле Кане-ан-Руссийон
Катастрофа A320 возле Кане-ан-Руссийон — авиационная катастрофа, произошедшая в четверг 27 ноября 2008 года около побережья Франции. Авиалайнер Airbus A320-232 авиакомпании Air New Zealand совершал тестовый полёт (рейс GXL888T для авиакомпании XL Airways Germany) из Перпиньяна и обратно, но при заходе на посадку рухнул в Средиземное море в 7 километрах от Кане-ан-Руссийон. Погибли все находившиеся на его борту 7 человек — 5 пассажиров и 2 пилота.

## Самолёт

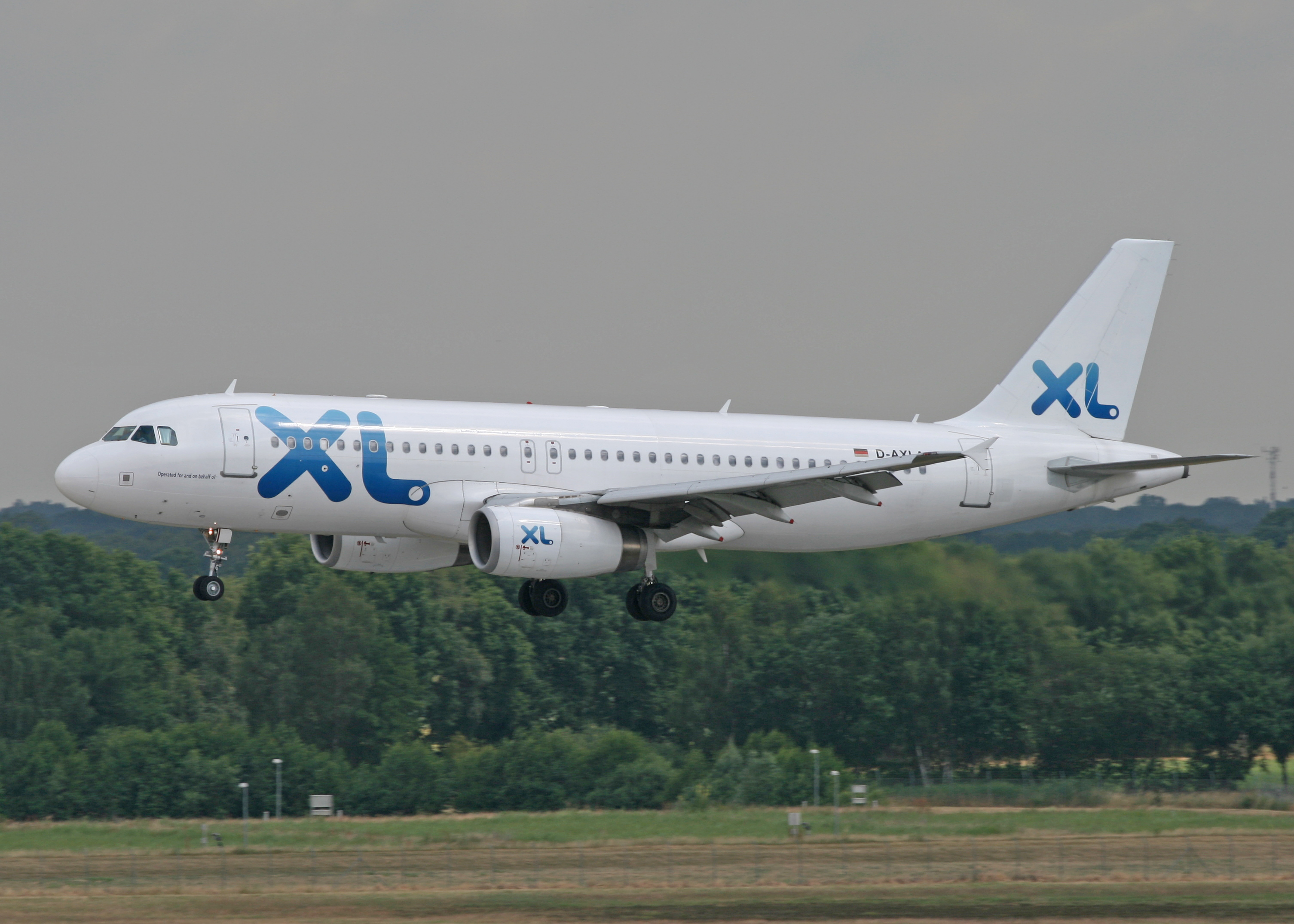
Разбившийся самолёт в 2008 году (в период эксплуатации в XL Airways Germany)

Airbus A320-232 (регистрационный номер D-AXLA, серийный 2500) был выпущен в 2005 году (первый полёт совершил 30 июня под тестовым б/н F-WWIP). 29 июля того же года с бортовым номером ZK-OJL был передан авиакомпании Freedom Air (лоу-кост-авиакомпании Air New Zealand). 25 мая 2006 года был взят в мокрый лизинг немецкой авиакомпанией XL Airways Germany и получил бортовой номер D-AXLA. Оснащён двумя двухконтурными турбовентиляторными двигателями International Aero Engines V2527-A5. На день катастрофы совершил 3931 цикл «взлёт-посадка» и налетал 10 124 часа.

## Экипаж и пассажиры
Экипаж рейса GXL888T состоял из двух пилотов:
- Командир воздушного судна (КВС) — 51-летний Норберт Кеппель (нем. Norbert Käppel). Очень опытный пилот, проработал в авиакомпании XL Airways Germany 21 год и 3 месяца (с 24 августа 1987 года). В должности командира Airbus A320 — с февраля 2006 года. Налетал 12 709 часов, 7038 из них на Airbus A320.
- Второй пилот — 58-летний Теодор Кетцер (нем. Theodor Ketzer). Очень опытный пилот, проработал в авиакомпании XL Airways Germany 20 лет и 8 месяцев (со 2 марта 1988 года). В должности второго пилота Airbus A320 — с апреля 2006 года. Налетал свыше 11 660 часов, 5529 из них на Airbus A320.

В кабине вместе с экипажем находился 52-летний Брайан Хоррелл (англ. Brian Horrell), пилот авиакомпании Air New Zealand (КВС). Проработал в ней 22 года и 2 месяца (с сентября 1986 года), управлял самолётами Fairchild F-27, Boeing 737 и Boeing 767, в должности командира Airbus A320 — с 27 сентября 2004 года. Налетал 15 211 часов, 2078 из них на Airbus A320.
В салоне самолёта летели 4 пассажира:
- Мюррей Уайт (англ. Murray White), 37 лет. Инженер авиакомпании Air New Zealand.
- Майкл Гайлс (англ. Michael Gyles), 49 лет. Инженер авиакомпании Air New Zealand.
- Ноэл Марш (англ. Noel Marsh), 35 лет. Инженер авиакомпании Air New Zealand.
- Джереми Кук (англ. Jeremy Cook), 58 лет. Инспектор Управления гражданской авиации Новой Зеландии (CAA).

| Гражданство    | Пассажиры | Экипаж | Всего |
| -------------- | --------- | ------ | ----- |
| Германия       | 0         | 2      | 2     |
| Новая Зеландия | 5         | 0      | 5     |
| Всего          | 5         | 2      | 7     |

Всего на борту самолёта находились 7 человек — 2 члена экипажа и 5 пассажиров.

## Катастрофа
27 ноября 2008 года Airbus A320-232 борт D-AXLA вылетел из аэропорта Перпиньяна в 14:44 UTC и около 16:00 должен был вернуться обратно в Перпиньян. Самолёт совершал тестовый полёт (рейс GXL888T) после технического обслуживания и смены ливреи (1 декабря 2008 года самолёт должен был вернуться в авиакомпанию Air New Zealand).
В 15:33, заканчивая полёт, лайнер заходил на посадку со стороны Средиземного моря. Во время захода на посадку в 15:46 UTC рейс GXL888T внезапно исчез с радаров.
После исчезновения самолёта с радаров начались его поиски. Вскоре его обломки были найдены у побережья Франции в 7 километрах от Кане-ан-Руссийон. Все 7 человек (5 пассажиров и 2 пилота) погибли. 2 тела были обнаружены сразу, остальные 5 нашли спустя несколько недель.

## Расследование
Изучив обломки, которые плавали на поверхности, следователи Бюро по расследованию и анализу безопасности гражданской авиации (BEA) сделали вывод, что самолёт врезался в воду на высокой скорости, что не характерно для полёта перед посадкой.
30 ноября 2008 года водолазы нашли оба бортовых самописца — речевой и параметрический. Хотя речевой самописец был повреждён, следователи заявили, что вероятность восстановления данных очень велика. В конце декабря 2008 года французские следователи заявили, что информация из самописцев не была извлечена из-за повреждений. В 2009 году информацию на самописцах удалось восстановить заводу-производителю.
Анализ информации бортовых самописцев привёл следователей к выводу, что пилоты потеряли управление самолётом. Самолёт летел низко и очень медленно, управление было на автопилоте. Когда в 15:44:30 UTC приборная скорость упала с 250 до 183 км/ч, предупреждение о сваливании звучало 4 раза, в 15:46:00 UTC сигнализация отключилась. Это подтверждало, что пилоты выводили самолёт из режима сваливания. Спустя 6 секунд после восстановления скорости самолёт начал снижение с приборной скоростью 487 км/ч и углом тангажа 14° вниз. Из-за малой высоты полёта, которая составляла всего 103 метра, лайнер в 15:46:07 UTC вертикально рухнул в воду.

### Причины катастрофы
Окончательный отчёт расследования BEA был опубликован 16 сентября 2010 года.
Согласно отчёту, главной причиной катастрофы стало плохое техническое обслуживание самолёта, во время которого в датчики АУАСП попала вода, тем самым выведшая их из строя. Вода в полёте замёрзла и образовавшийся лед заблокировал сенсоры. Когда экипаж проводил тест АУАСП, они не знали о данной ситуации, а так как информация датчиков была искажена, то защита не сработала и пилоты потеряли управление самолётом.
Следователи дали 5 рекомендаций по улучшению безопасности полётов.

## Культурные аспекты
Катастрофа возле Кане-ан-Руссийон показана в 13 сезоне канадского документального телесериала Расследования авиакатастроф в серии Смертельный тест.